# Butzenhaus (Affoltern)
Das Butzenhaus ist ein 1798 erbautes Doppelbauernhaus in Affoltern am Albis im Kanton Zürich, das unter Denkmalschutz steht. 

## Lage
Das Haus steht frei neben dem Wohnquartier Butzen. Der Siedlungsname Butzen hat vermutlich eine Beziehung zu Wasser, denn das Gebiet liegt zwischen zwei Bächen angrenzend an ein kleines Feuchtgebiet. Das Butzenhaus steht in der inneren Butzen zur Unterscheidung von der äusseren Butzen, einem Hof, der im Vergleich zum Butzenhaus weiter vom Ortskern entfernt steht.

## Bauwerk
Das Butzenhaus gilt als historisch bedeutendstes Gebäude in Affoltern am Albis. Die ursprüngliche Bausubstanz des Bauernhauses aus dem 18. Jahrhundert ist in einem guten Zustand erhalten. Das Haus besteht aus zwei aneinander gebauten Wohnteilen, Stall und Scheune. Die beiden Wohnteile sind bis zum Hochparterre in Mauerwerk ausgeführt, die weiteren Stockwerke als Riegelbau. Auf der Südseite ist im unteren Stockwerk eine Front mit gereihten Fenstern angeordnet, die mit Butzenscheibenverglasung versehen sind und mit Fallläden geschützt werden können. Im Innern sind gross gehaltene Räume mit gestemmtem Täfer vorzufinden. Die Einbauten bestehen aus Nussbaumholz und Kirschbaumholz. Für die Heizung wurde früher ein grüner Kachelofen verwendet, wie er für die Region typisch ist. Bei einem Umbau 2005 wurde das Haus mit moderner Küche und neuem Badezimmer versehen.

## Denkmalschutz
Das Butzenhaus ist seit 1979 im Inventar der Denkmalpflege des Kantons Zürich. Es ist auch im Schweizerischen Inventar der Kulturgüter als Objekt regionaler Bedeutung mit der KGS-Nr. 12505 aufgeführt.